# Fallis
Fallis és un poble dels Estats Units a l'estat d'Oklahoma. Segons el cens del 2000 tenia 28 habitants.

## Demografia
Segons el cens del 2000, Fallis tenia 28 habitants, 13 habitatges, i 7 famílies. La densitat de població era de 31,8 habitants per km².
Dels 13 habitatges en un 23,1% hi vivien nens de menys de 18 anys, en un 53,8% hi vivien parelles casades, en un 7,7% dones solteres, i en un 38,5% no eren unitats familiars. En el 38,5% dels habitatges hi vivien persones soles el 30,8% de les quals corresponia a persones de 65 anys o més que vivien soles. El nombre mitjà de persones vivint en cada habitatge era de 2,15 i el nombre mitjà de persones que vivien en cada família era de 2,88.
Per edats la població es repartia de la següent manera: un 17,9% tenia menys de 18 anys, un 17,9% entre 18 i 24, un 25% entre 25 i 44, un 17,9% de 45 a 60 i un 21,4% 65 anys o més.
L'edat mediana era de 32 anys. Per cada 100 dones de 18 o més anys hi havia 130 homes.
La renda mediana per habitatge era de 41.875 $ i la renda mediana per família de 51.250 $. Els homes tenien una renda mediana de 27.083 $ mentre que les dones 0 $. La renda per capita de la població era de 12.869 $. Cap de les famílies i el 6,9% de la població estaven per davall del llindar de pobresa.

## Poblacions més properes
El següent diagrama mostra les poblacions més properes.